# Padru
Padru är en ort och kommun i provinsen Sassari i regionen Sardinien i Italien. Kommunen hade 2 114 invånare (2017).